# Abersdorf (Steinhöring)
Abersdorf ist ein Gemeindeteil der Gemeinde Steinhöring im Landkreis Ebersberg in Oberbayern.

## Lage
Der nördlich der Kerngemeinde Steinhöring gelegene Gemeindeteil Abersdorf liegt an der Kreisstraße EBE 20 zwischen Steinhöring und dem im Norden angrenzenden Steinhöringer Gemeindeteil Niederaltmannsberg.

## Geschichte
Abersdorf war von Anfang an Teil der 1818 durch das bayerische Gemeindeedikt gegründeten Gemeinde Steinhöring. Der im 1. Viertel des 19. Jahrhunderts erbaute Stadel des Anwesens Dorfstraße 21 ist eines von derzeit über 50 in der Gemeinde Steinhöring unter Denkmalschutz stehenden Gebäuden.

## Öffentlicher Personennahverkehr
Seit 15. Dezember 2014 ist Abersdorf durch die MVV-Rufbuslinie 443 (Steinhöring – Abersdorf – St. Christoph – Tulling – Frauenneuharting – Jakobneuharting – Traxl – Steinhöring) erstmals an den öffentlichen Personennahverkehr angebunden. In Steinhöring und Tulling bestehen Umsteigemöglichkeiten zu den auf der Bahnstrecke Grafing–Wasserburg verkehrenden Regionalbahnen.
| Linie | Verlauf | Takt             | Bemerkung     |
| ----- | --- | ---------------- | ------------- |
| 443   | Steinhöring – Traxl – Jakobneuharting – Frauenneuharting – Tulling – Sankt Christoph – Abersdorf – Berg – Steinhöring | Einzelne Fahrten | Teilw. Rufbus |